# 4667 Robbiesh
4667 Robbiesh è un asteroide della fascia principale. Scoperto nel 1986, presenta un'orbita caratterizzata da un semiasse maggiore pari a 2,6660758 au e da un'eccentricità di 0,0887890, inclinata di 11,22556° rispetto all'eclittica.
L'asteroide è dedicato a Hans-Christian Robert Wade Schmidt-Harms, detto Robbie, figlio adottivo dello scopritore.